# Икономика на Нова Зеландия
Нова Зеландия и Австралия са едни от най-развитите държави в света, докато останалите страни от Океания се включват в групата на развиващите се.
Водещ стопански отрасъл е третичният сектор (над 60% от БВП). Страната се отличава с интензивно селско стопанство, в което водещо място има животновъдството. Силно развити са хранителната, текстилната, целулозно-хартиената, химическата индустрия и металургията.
Нова Зеландия изнася месо, млечни продукти, вълна, хартия, риба, машини, метали и др. Внася машини, нефт, лекартства и др. Главните и търговски партнъори са Австралия, Япония и САЩ. През последните десетилетия бързо се развива международният туризъм.